# Sükhbaatar

Sühbaatar (Сүхбаатар, em mongol) é uma província da Mongólia. Sua capital é Baruun-Urt.

## População
| 1950 est. | 1956 censo | 1963 censo | 1969 censo | 1975 est. | 1979 censo | 1981 est. | 1989 censo | 1991 est. | 1993 est. |
| --------- | ---------- | ---------- | ---------- | --------- | ---------- | --------- | ---------- | --------- | --------- |
| 27,800    | 30,700     | 32,100     | 35,300     | 39,900    | 43,000     | 44,600    | 50,800     | 57,408    | 56,084    |
| 1994 est. | 1996 est.  | 1998 est.  | 2000 censo | 2002 est. | 2004 est.  | 2005 est. | 2008 est.  | 2009 est. |           |
| 57,546    | 56,534     | 55,523     | 55,511     | 54,529    | 53,935     | 52,768    | 53,785     | 54,363    |           |

1. ↑  MONGOLIA REPORT NATIONAL ECONOMY OF THE MPR IN 1981 A COMPILATION OF STATISTICS
2. ↑  Statoids (Gwillim Law) web page
3. ↑  «Statistics office of Sükhbaatar aimag». Consultado em 10 de fevereiro de 2018. Arquivado do original em 17 de dezembro de 2007
4. ↑  «National Statistical Office». Consultado em 10 de fevereiro de 2018. Arquivado do original em 7 de junho de 2007
5. ↑  National Economy of the Mongolian People's Republic (1921 - 1981), Ulaanbaatar 1981
6. ↑  Thomas Brinkhoff: City Population
7. ↑  «Sukhbaatar Aimag Statistical Office 2008 Annual Report». Consultado em 10 de fevereiro de 2018. Arquivado do original em 22 de julho de 2011